# Blighty

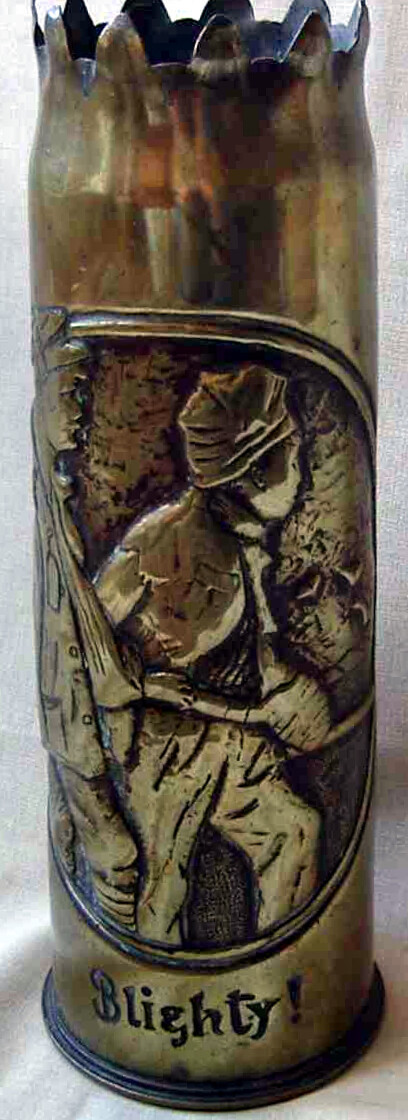
Diese in Treibarbeit verzierte Granatkartusche ist ein Beispiel für die Grabenkunst des Ersten Weltkriegs und zeigt zwei verwundete Soldaten über der Inschrift Blighty!

Blighty ist eine englische Slang-Bezeichnung für Großbritannien, die historisch eng mit der Erfahrung des Ersten Weltkriegs verknüpft ist (heute aber nur noch selten gebraucht wird, zumeist in nostalgisierender oder ironischer Absicht).

## Etymologie
Das Wort leitet sich aus dem Hindi-Wort vilāyatī (विलायती; auch bilāyatī) ab, das wiederum über das Urdu aus dem Arabischen (arabisch ولاية ‚Wilaya‘) entlehnt wurde. Im Hindustani wie im Arabischen stand das Wort ursprünglich allgemein für Herrschaftsbereich oder Reich, wurde aber dann auf das Britische Empire eingeengt, zu dem bis 1947 auch Britisch-Indien zählte. In ihrem 1886 erschienenen Wörterbuch des Anglo-Indischen (Hobson-Jobson) führten Sir Henry Yule und Arthur C. Burnell aus, dass das Wort von den Indern zur Beschreibung vieler Gegenstände verwendet wurde, die die Briten als Kolonialherren in Indien eingeführt hatten. So wurde die Tomate als bilayati baingan, also als „fremdländische/englische Aubergine“, und Sodawasser als bilayati pani „fremdländisches/englisches Wasser“ bezeichnet. Über die in Indien stationierten britischen Soldaten und Beamten ging das Wort in den englischen Wortschatz über und wurde zu einer Kosebezeichnung für das Heimatland Großbritannien. 

## „Blighty Wound“
Im Ersten Weltkrieg verband sich mit dem Ausdruck, insbesondere in der Wendung Dear Old Blighty, eine wehmütige Sehnsucht nach der Heimat. Als Blighty wound („Blighty-Wunde“) bezeichneten die Soldaten einen „Heimatschuss“, also eine Verletzung, die eine Abberufung von der Front und also eine Rückkehr in die Heimat nach sich zog. So fand das Wort in dieser Zeit auch Eingang in das Vokabular von Kriegsdichtern wie Wilfred Owen und Siegfried Sassoon, aber auch in diverse Music-Hall-Schlager der Zeit (I'm Glad I've Got a Bit of a Blighty One, Take Me Back to Dear Old Blighty).